# Freikorps

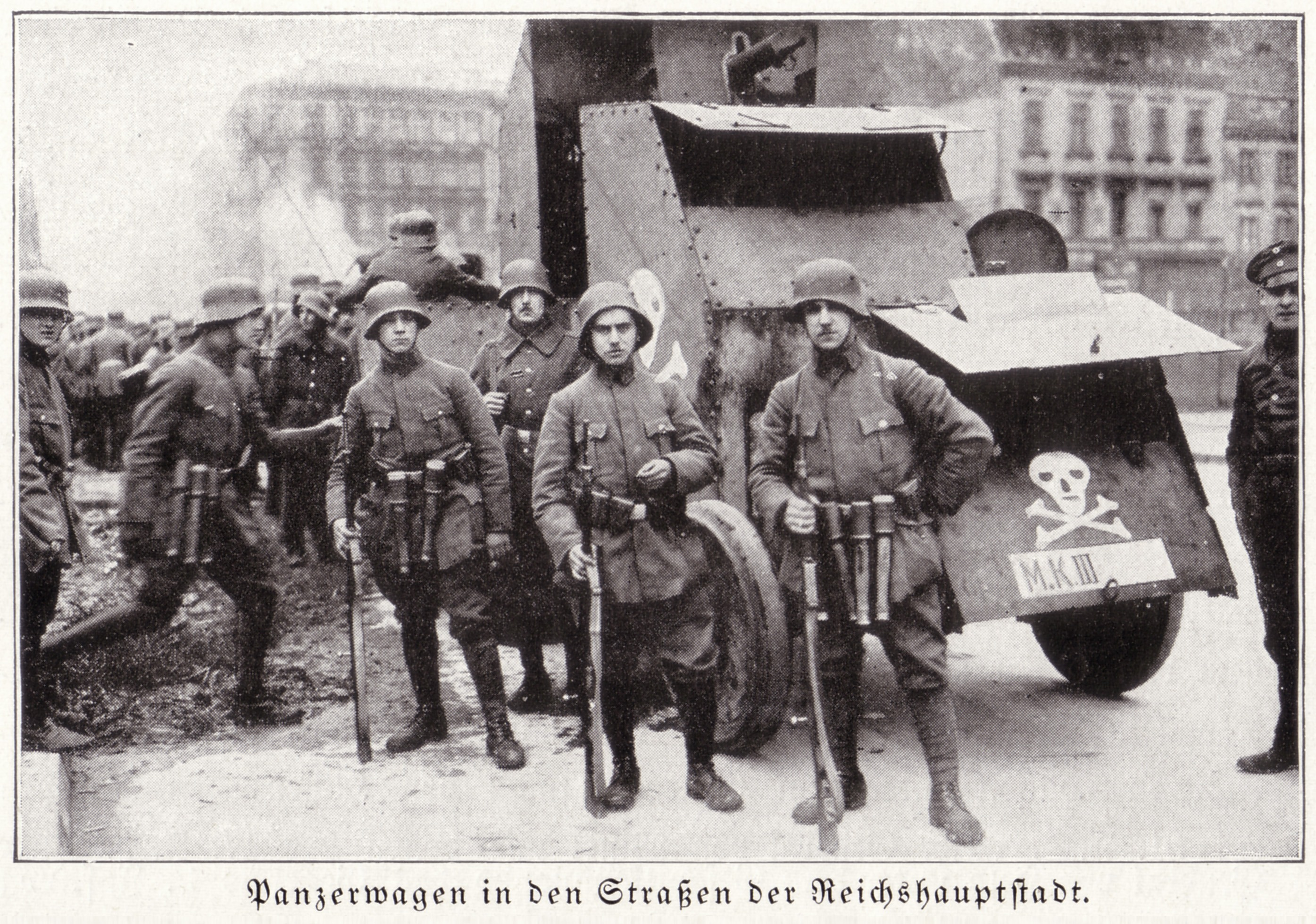
Uma unidade da Freikorps em Berlim, em 1919

Freikorps eram grupos paramilitares reacionários que surgiram em toda a Alemanha em dezembro de 1918, logo após a derrota do país na Primeira Guerra Mundial. As fileiras eram preenchidas por veteranos inconformados com o retorno à vida civil; havia também alguns que por terem alcançado um alto posto em carreira militar, desejavam continuar a exercer um posto, mesmo que de modo não oficial. O número de membros total chegou a cerca de 250 mil homens e os grupos variavam em status, tamanho, função e orientação política; alguns eram relativamente legais ao serem reconhecidos tanto pelos Aliados, quanto pelo governo alemão.

## Pós-Primeira Guerra Mundial

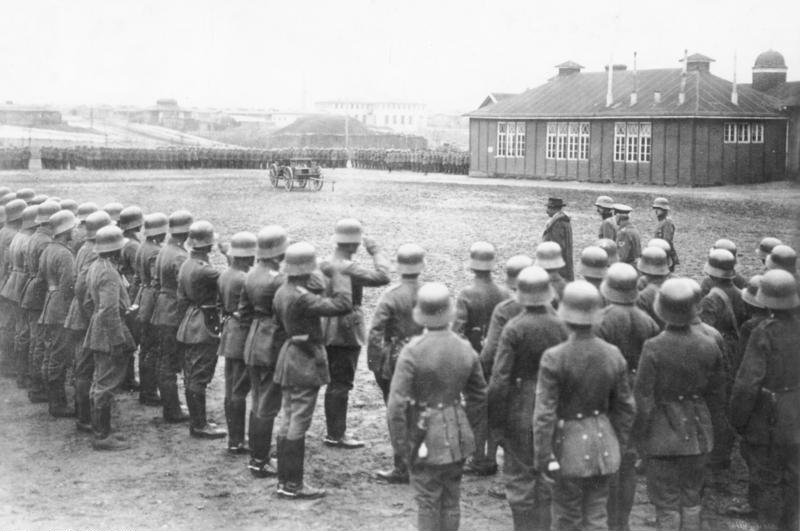
Freikorps alemães

O significado da palavra tem mudado ao longo do tempo. Depois de 1918, o termo foi usado pelas organizações paramilitares que se espalharam pela Alemanha à medida que os soldados retornavam da derrota na Primeira Guerra Mundial. Eles foram a chave dos Grupos Paramilitares de Weimar ativos durante aquele tempo. Muitos veteranos alemães sentiam-se profundamente isolados da vida civil, e uniram-se a Freikorps em busca de estabilidade em uma estrutura militar. Outros, decepcionados pela repentina, aparentemente inexplicável derrota da Alemanha na Primeira Guerra Mundial, alistaram-se num esforço de derrotar os levantes comunistas ou obter alguma forma de vingança. Eles receberam considerável apoio de Gustav Noske, o ministro alemão da Defesa, que usou-os para derrotar a Liga Espartaquista com enorme violência, incluindo os assassinatos de Karl Liebknecht e Rosa Luxemburgo em 15 de janeiro de 1919. Eles também foram usados para derrubar a República Soviética da Baviera em 1919.